# Zivilprozess (Film)
Zivilprozess (Originaltitel: A Civil Action) ist ein US-amerikanisches Filmdrama aus dem Jahr 1998. Die Regie führte Steven Zaillian, der auch das Drehbuch anhand eines Buches von Jonathan Harr schrieb. Die Hauptrolle spielte John Travolta.

## Handlung
Jan Schlichtmann ist ein auf Schadensersatzprozesse spezialisierter Anwalt, der eine Kanzlei leitet, die aus ihm, zwei weiteren Anwälten und einem Buchhalter besteht. Er arbeitet meist gegen eine Beteiligung an der Entschädigung anstelle der Anwaltsgebühren. Als in der Kleinstadt Woburn in Massachusetts einige Kinder an Leukämie sterben, wenden sich die betroffenen Eltern an Schlichtmann. Sie beschuldigen eine ortsansässige Gerberei, das Wasser verunreinigt und dadurch die Krankheit verursacht zu haben.
Schlichtmann zweifelt zuerst, ob der Fall einträglich genug sein könnte. Dann übernimmt er ihn, da er bemerkt, dass zwei große kapitalstarke Unternehmen hinter der Gerberei stehen. Diese Unternehmen beauftragen zur Verteidigung die Anwälte Jerome Facher und William Cheeseman. Es wird ein Vergleich angeboten, bei einer Einmalzahlung von 25 Millionen US-Dollar nicken die Anwälte der Beklagten. Schlichtmann stellt weitere Forderungen, die sich auf über 300 Millionen US-Dollar summieren. Die Anwälte der Beklagten verlassen den Verhandlungsraum. Der langwierige Prozess verursacht seiner Kanzlei hohe Kosten und treibt sie schließlich an den Rand der Insolvenz.
Die Beklagten bieten nunmehr 8 Millionen US-Dollar Entschädigung an, die Schlichtmann nicht akzeptiert. Er will weitermachen, doch seine Kollegen und Partner wollen nicht. Schlichtmann verlässt die Kanzlei. Auf Schlichtmanns Arbeit aufbauend greift schließlich die Umweltschutzbehörde EPA den Fall wieder auf und kann erfolgreich die Schließung der beiden beschuldigten Firmen, die Beseitigung der von diesen verursachten Umweltschäden sowie Schadenersatzzahlungen in der Höhe von 60 Millionen Dollar durchsetzen.
Schlichtmann bleibt verarmt zurück. Im Abspann wird gezeigt, dass Schlichtmann zunächst mehrere Jahre benötigte, um seine Schulden abzuzahlen, und er mittlerweile als auf Umweltrecht spezialisierter  Rechtsanwalt in New Jersey praktiziert.

## Kritiken
Roger Ebert schrieb in der Chicago Sun-Times vom 8. Januar 1999, der Film basiere auf einem wahren Fall, weiche jedoch stellenweise von der Buchvorlage ab. Die Hauptcharaktere seien differenziert dargestellt.
Carsten Baumgardt kritisierte auf filmstarts.de die Regie und die Darstellung von John Travolta. Er lobte die Darstellungen von Robert Duvall und John Lithgow.

„Der ehrenwerte Versuch, einen tatsächlichen Fall zu verfilmen, leidet unter zu schwacher Psychologie und einer übertriebenen Faktentreue, die auf Kosten der dramatischen Kraft geht.“

## Auszeichnungen
Die Akademiemitglieder nominierten im Jahr 1999 Schauspieler Robert Duvall und Kameramann Conrad L. Hall für den Oscar.
John Travolta und Robert Duvall wurden 1999 für den Blockbuster Entertainment Award nominiert. Robert Duvall gewann 1999 den Florida Film Critics Circle Award und den Screen Actors Guild Award, er wurde für den Golden Globe Award, den Chicago Film Critics Association Award und den Golden Satellite Award nominiert.
William H. Macy gewann 1998 den Boston Society of Film Critics Award. Das Drehbuch gewann 1999 den USC Scripter Award und wurde für den Writers Guild of America Award nominiert. Der Film gewann 1999 den Political Film Society Award.
Die Deutsche Film- und Medienbewertung FBW in Wiesbaden verlieh dem Film das Prädikat „wertvoll“.

## Hintergrund
Die Produktionskosten betrugen ca. 75 Millionen US-Dollar.
Vorlage für den Roman war der Skandal um die Firmen Beatrice Foods und W. R. Grace and Company und den Prozess der Einwohner von Woburn gegen die Firmen.